# Billy Blanco
Billy Blanco, (Belém, 1924. május 8. – Rio de Janeiro, 2011. július 8.) brazíl épitész, zenész, író.

## Pályafutása
Billy Blanco 1940-ben született a galiciai Belémben. Gyerekkora óta érdeklődött a zene iránt. Szambákat komponált gondosan kidolgozott szövegekkel.
Az 1940-es években São Pauloba költözött építészetet tanulni. Később Rio de Janeiróba költözött. 1948-ban a University of Architecture and Fine Artson tanult. Blanconak eredeti, saját stílusa volt és szinkópás szambái felkeltették az énekesek figyelmét. Első szerzeménye a „Pra Variar” volt (1951). Első nagy sikere az Inezita Barroso által előadott „Estatutos da Gafieira” volt (RCA Victor, 1954).
Zenei partnerei között volt Baden Powell, Antônio Carlos Jobim, João Gilberto. Sebastião Tapajós hegedűművésszel 56 művet írt, más zeneszerzőkkel pedig összesen mintegy 500-at. Ezek közül körülbelül 300 megjelent. A „Sinfonia Paulistana” (1974) című műve 10 éves munkával született meg. 15 dalból áll, amelyet Elza Soares, Pery Ribeiro, Cláudia, Claudette Soares, Nadinho da Ilha és Miltinho és a Teatro Municipal de São Paulo énekelte el. 1974 és 2017 között az erről az albumról legismertebb dal a „Jornal da Manhã”, ami Rádio Jovem Pan reggeli híradójának zenéje lett.
Miután a katonai diktatúra idején rövid ideig a Copacabana erődben volt és megkomponálta a „Canto Livre”-t.
2010-ben Blanco agyvérzést kapott. Bár állapota stabil volt, elvesztette a beszédkészségét. 2011. július 8-án, 87 éves korában hunyt el.

## Albumok
- 2000: Doutores em Samba
- 2002: Informal ao Vivo (A Arte de, Vol. 2)
- 2002: Bossa de Billy Blanco
- 2007: Paulistanau
- (é.n.): Informal
- (é.n.): Deixa O Tempo Falar
- (é.n.): Musicas De Billy Blanco Na Voz Do Propri…